# 愛情開關
〈愛情開關〉是美国歌手查理·普斯2022年1月20日发行，收录于即将发行的第三张录音室专辑《查理》的主打单曲。

## 制作与发行
2021年9月，查理·普斯通过推特的评论透露新单曲将于2022年问世。同月，查理在TikTok上时时跟进并分享这首歌的制作过程时经常取笑这首歌。视频后流传开来，并于2021年9月18日提供了该歌曲的预存。在剩下的时间里，他一直在自己录制的TikTok视频中预告了这首歌。
2022年1月18日，查理在他的官方社交媒体账户上透露了单曲的发行日期及封面艺术。

## 音乐视频
歌曲发行几个小时后，由克里斯蒂安·布雷斯劳尔执导官方音乐视频在查理·普斯的YouTube频道首播。